# Pile à bactéries

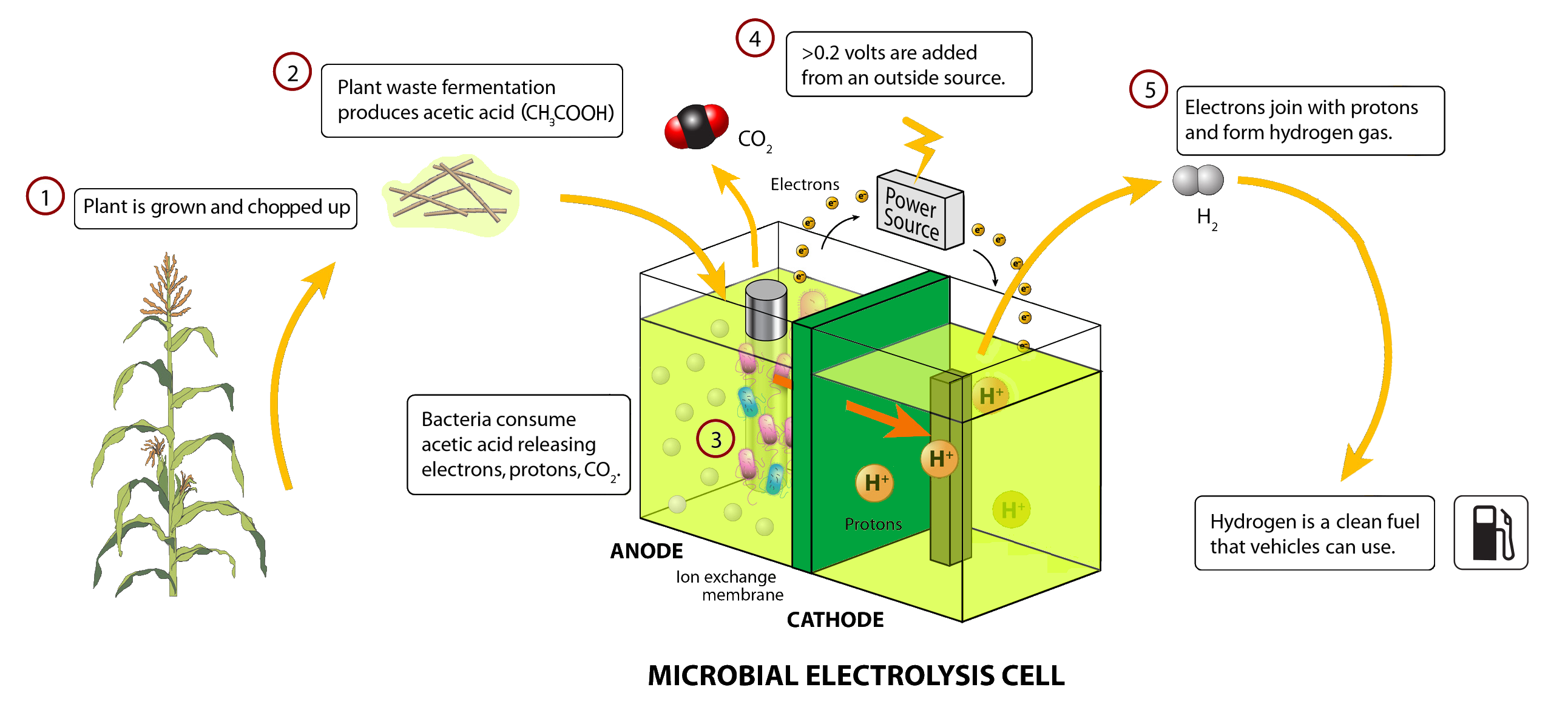
Schéma de principe d’une MEC (Microbial Electrolysis Cell), ou cellule d’électrolyse bactérienne. Elle fonctionne de la manière inverse comparée à une pile : on introduit un courant électrique pour forcer une réaction, dans cet exemple la formation de dihydrogène, combustible propre (au lieu de produire de l’électricité directement avec une réaction spontanée et non forcée). Ce système, comparable à l’électrolyse de l’eau, permet l’emploi d’une tension bien plus faible pour une production équivalente.

Une pile microbienne (ou biopile ou pile à bactéries) est une pile basée sur le principe des piles à combustible: la cathode est alimentée en oxygène (en général par l'air) et l'anode est constituée d'une électrode placée au sein d'une chambre contenant un biofilm de bactéries et de quoi les nourrir. 
Elles sont également désignées par l'acronyme MFC provenant de la dénomination anglaise microbial fuel cell (littéralement « pile à combustible microbienne »).

## Principe
Les molécules carbonées produites par les êtres vivants le sont sous des formes réduites qui peuvent être oxydées sous l'action du dioxygène de l'air. La chaîne respiratoire des êtres vivants est d'ailleurs basée sur ce principe. 

Il est donc possible de produire de l'énergie à partir de molécules carbonées. Il existe des piles fonctionnant sans bactéries, basée sur l'oxydation spontanée du glucose. Mais la bactérie grâce à son cycle catalytique, peut spectaculairement augmenter la cinétique de la réaction, et fournir des intensités surfaciques supérieures au mA.cm-2. Elle joue un rôle de biocatalyseur en échangeant des électrons avec le matériau d’une électrode, en utilisant des réactions issues de son métabolisme. Les bactéries qui ont ces capacités sont dites « électrochimiquement actives » ou « électroactives ».
Tandis que les piles à bactéries produisent un courant électrique à partir de la décomposition microbienne de composés organiques, les cellules d'électrolyse microbienne inversent en partie le processus pour générer de l'hydrogène ou du méthane à partir de matière organique en y appliquant un courant électrique.

## Électrode
Elle est constituée de carbone, graphite, inox, platine ou carbone vitreux réticulé peut avoir diverses formes (fil, grille, feuille (chiffonnée), plaque, structure conductrice en éponge ou feutre voire en granules, etc.).  L’objectif est d’avoir une aire de contact avec le biofilm aussi vaste que possible.

## Membrane séparatrice échangeuse de protons
Elle évite le mélange de l'anolyte et du catholyte (s'ils sont différents) et empêche les produits de réaction d'une électrode de s'acheminer vers l'autre électrode.
Les membranes Nafion et Ultrex sont parmi les plus utilisées dans les piles microbiennes.

## Transfert d'électrons
Trois mécanismes de transfert d'électrons de la bactéries aux électrodes sont connus :
1. transfert direct, il s'agit du contact physique entre la membrane cellulaire de la bactérie et l'électrode. L'électron est transporté par des complexes transporteurs d’électrons liés à la membrane bactérienne (ex : cytochromes)[4],[5] ;
2. transfert indirect, via des médiateurs exogènes tels que du rouge neutre[6] ou des médiateurs endogènes propres à la bactérie (ex : phénazines[7] ;
3. transfert via des pili aussi dits « nanowires » qui font un pont conducteur entre l'électrode (ou d'autres cellules bactériennes) et la bactérie[8].

## Recherche, prototypes
En 2009, la recherche avance sur ce sujet.
En 2014 un premier prototype français était limité (faible puissance et instabilité). Ces problèmes étaient en grande partie résolus en 2017.

## Utilisations possibles
Cette réaction, qui pourrait - éventuellement dans le cadre d'un processus de chimie verte - permettre de produire de l'énergie à partir de déchets organiques,,,,,, d'eaux sales ou d'autres substrats pollués ou riches en bactéries, suscite de l'intérêt.

## Alternatives proches
Le méthanol, les acides organiques, le glucose voire la cellulose peuvent aussi servir de carburant pour le fonctionnement de piles. 